# Zespoły hiper IgM
Zespoły hiper IgM – grupa pierwotnych zaburzeń odporności charakteryzujących się podwyższonym lub normalnym poziomem immunoglobuliny M (IgM) i znacznym niedoborem immunoglobulin G (IgG), A (IgA) i E (IgE) w surowicy.
Podłożem powstawania zespołów hiper IgM jest zablokowanie zjawiska zdolności przełączania klas immunoglobulin innych niż IgM, co prowadzi do zwiększonej podatności na infekcje.
Zaobserwowano także znacząco częstsze występowanie zaburzeń o charakterze autoimmunizacyjnym i predyspozycję do zachorowania na chłoniaki.

## Objawy
Do najczęstszych stanów klinicznych w przebiegu zespołów hiper IgM należą:
- zakażenie lub zapalenie płuc wywołane przez Pneumocystis jiroveci (PCP), często pojawia się już w wieku  niemowlęcym (80%). Zapalenia płuc wywołane innymi patogenami są o wiele rzadsze (20%).
- zapalenie zatok
- zapalenie ucha środkowego
- nawracająca lub przewlekła biegunka
- sepsa
- zakażenia OUN
- wirusowe zapalenie wątroby
- neutropenia

## Etiologia i patofizjologia
U podłoża wystąpienia zespołów hiper IgM są różne wady genetyczne, których zdecydowana większość jest dziedziczona jako cecha recesywna sprzężona z chromosomem X, a zdecydowana większość chorych jest płci męskiej.
- indukowany aktywacją niedobór deaminazy cytydyny (AID)
- niedobór CD40
- niedobór ligandu CD40 (CD40L)
- niedobory glikozylazy uracyl-DNA (UNG)

Limfocyty B początkowo wytwarzają immunoglobulinę M, zanim dojdzie do przełączania klas w wyniku ekspozycji na rozpoznany antygen. W warunkach fizjologicznych w limfocytach B skutecznie zachodzi przełączanie klas i produkcja w razie potrzeby innych klas przeciwciał, by przeciwdziałać zagrażających organizmowi patogenom. U chorych z zespołami hiper IgM limfocyty B wytwarzają przeciwciała IgM, a ponieważ nie mogą przełączyć się na inne przeciwciało powoduje to nadprodukcję przeciwciał IgM i niedostateczną produkcję IgA, IgG i IgE.

## Typy zespołu hiper IgM
Opisano pięć typów zespołu hiper IgM:
- zespół hiper IgM typu 1 – dziedziczenie sprzężone z chromosomem X, wywołany mutacjami genu CD40LG, najczęściej występujący typ[6]
- zespół hiper IgM typu 2 – dziedziczenie autosomalne recesywne, wywołany mutacjami genu AICDA[7]
- zespół hiper IgM typu 3 – dziedziczenie autosomalne recesywne, wywołany mutacjami genu CD40, klinicznie podobny do typu 2[8]
- zespół hiper IgM typu 4 – nie znaleziono defektu genetycznego
- zespół hiper IgM typu 5 – wywołany mutacjami genu UNG[9]

Rzadkie zaburzenie genetyczne, dysplazja ektodermalna sprzężona z chromosomem X wiąże się z także z niedoborem odporności i z podwyższonym poziomem IgM (z powodu niezdolności komórek B do przełączania klas immunoglobulin). To zaburzenie jest czasami określane jako zespół hiper IgM typu 6.